# Коленівка
Коленівка, Каленикова — річка у Вальківському та Коломацькому районах Харківської області. Ліва притока Коломаку (басейн Дніпра).

## Опис
Довжина 14 км, похил річки — 1,6 м/км. Формується з декількох безіменних струмків та водойм. Площа басейну 92,9 км².

## Розташування
Коленівка бере початок у селі Рідкодуб. Тече переважно на захід через населені пункти Шелудькове, Ганнівку, Мирошниківку та Каленикове і впадає в річку Коломак, ліву притоку Ворскли. 
В районі села Каленикове над річкою проходить автомобільна дорога М03.

## Притоки
- Балка Суха - ліва притока у Валківській громаді, тече зі сходу на захід, впадає у Коленівку на західній околиці села Рідкодуб.
- Балка Нестерова - права притока у Валківській громаді. Бере початок у селі Соснівка, тече переважно на південний захід і впадає у Коленівку у селі Шелудькове.
- Балка Дегтярка - ліва притока у Валківській громаді. Бере початок на сході від села Мозолівка, тече спочатку на захід, потім на північний захід і впадає у Коленівку у селі Шелудькове.
- Балка Леонтьєва - ліва притока у Коломацькій громаді. Бере початок на заході від села Мозолівка, тече на південний захід і впадає у Коленівку на південно-східній околиці села Ганнівка.
- Балка Косторовська - ліва притока у Коломацькій громаді. Впадає у Коленівку на південно-східній околиці села Мірошниківка.
- Балка Євтушенкова - ліва притока, починається у Чутівській громаді (Полтавська область), тече на північний захід територією Коломацької громади і впадає у Коленівку неподалік від її гирла на західній околиці села Каленикове.